# Роми на трећи начин (књига)
Роми на трећи начин : (утицај протестантизма на свакидашњу културу Рома) је монографска студија историјског социолога, социолога религије и ромолога, доктора социологије и ванредног професора на Универзитету у Нишу Драгана Тодоровића, објављена 2015. године у заједничком издању ЈУНИР-а из Ниша и Прометеја из Новог Сада.

## О аутору
Драган Тодоровић (1971) је редовни професор на департману за социологију Филозофског факултета, Универзитета у Нишу. Уредник је серије Philosophy, Sociology, Psychology and History часописа Facta Universitatis Универзитета у Нишу. Самостално и у коауторству је написао и приредио 30 књига и зборника.

## О књизи
Роми на трећи начин је монографска студија која је настала као резултат истраживања које је обављено на узорку 60 крштених верника ромске националности, као и 14 ромских и неромских верских старешина.
У прошлости су се резервисано и неповерљиво односиле према Ромима као верницима и Српска православна црква као и Исламска заједница. Поп или хоџа су у делове где су живели Роми долазили само нужним поводима (слава, сахрана, кртење, сунет), па и тада ретко. Нису рачунали на даривање за обављене услуге од ромског становништва. Сумљало се у ромску религиозност и способност да се отргне од психологије гета. Саговорници Роми током разговора прецизирали су мотиве посете храмовима: више из сујеверја (предсаказања у сновима, несреће или болести у кући) него из јасних верских побуда. Проестанти у југоисточној Србији отворили су се за ромске проблеме тако што су се користили незаинтересованошћу званичних религијских структура православља и ислама. Укључили су Роме у постојеће групне активности и подстакли на изградњу новог идентитета. Промена веровања Ромима је донела уважавање и пажњу у пасторалном милосрђу, наду у боље сутра и сопствено достојансто.
Значај књиге Роми на трећи начин и истраживања се огледа у потпуном историјском, социолошком, религијском сагледавању утицаја протестантизма на живот Рома, посматрању свих аспеката живота Рома који су доживели промене. На тај начин се може створити јасна слика о њиховом новом изледу, као и у прецизности и објективности постављених питања и обради података. На основу тога, сазнајемо утицај религијских, социолошких, културолошких али и политичких фактора који су довели до њиховог масовног прихватања протестантизма.